# نتایج تیم ملی فوتبال ایران (۱۳۷۹–۱۳۵۰)
فهرست زیر نتایج تیم ملی فوتبال ایران از ۱۳۵۰ تا ۱۳۷۹ است.

## ۱۳۵۰
| #  | تاریخ          | حریف      | نتیجه | ورزشگاه         | تماشاگران | عنوان مسابقه        | سرمربی       | گلزنان ایران                             | پانویس |
| -- | -------------- | --------- | ----- | --------------- | --------- | ------------------- | ------------ | ---------------------------------------- | ------ |
| ۵۳ | ۱۹ شهریور ۱۳۵۰ | کرهٔ جنوبی | ۰–۲   | سئول، کره جنوبی |           | دوستانه             | پرویز دهداری | -                                        | -      |
| ۵۴ | ۲۱ شهریور ۱۳۵۰ | کرهٔ جنوبی | ۲–۰   | سئول، کره جنوبی |           | دوستانه             | پرویز دهداری | علیرضا خورشیدی، هوو کیم این (گل به خودی) | [ ۱ ]  |
| ۵۵ | ۱۲ آذر ۱۳۵۰    | کویت      | ۲–۰   | امجدیه، تهران   |           | مقدماتی المپیک ۱۹۷۲ | پرویز دهداری | علی جباری، علی پروین                     | -      |
| ۵۶ | ۲۵ دی ۱۳۵۰     | کویت      | ۲–۰   | آتن             |           | مقدماتی المپیک ۱۹۷۲ | پرویز دهداری | غلامحسین مظلومی، علی پروین               | -      |

## ۱۳۵۱
| #  | تاریخ            | حریف          | نتیجه | ورزشگاه           | عنوان مسابقه         | سرمربی       | گلزنان ایران                 | پانویس |
| -- | ---------------- | ------------- | ----- | ----------------- | -------------------- | ------------ | ---------------------------- | ------ |
| ۵۷ | ۱۳ اردیبهشت ۱۳۵۱ | کرهٔ شمالی     | ۰–۰   | پیونگ‌یانگ         | مقدماتی المپیک ۱۹۷۲  | پرویز دهداری |                              |        |
| ۵۸ | ۱۷ اردیبهشت ۱۳۵۱ | جمهوری خمر    | ۲–۰   | بانکوک، تایلند    | جام ملت‌های آسیا ۱۹۷۲ | محمد رنجبر   | حسین کلانی، صفر ایرانپاک     |        |
| ۵۹ | ۱۹ اردیبهشت ۱۳۵۱ | عراق          | ۳–۴   | بانکوک، تایلند    | جام ملت‌های آسیا ۱۹۷۲ | محمد رنجبر   | حسین کلانی(۳ گل)             | [ ۲ ]  |
| ۶۰ | ۲۳ اردیبهشت ۱۳۵۱ | تایلند        | ۳–۲   | بانکوک، تایلند    | جام ملت‌های آسیا ۱۹۷۲ | محمد رنجبر   | علی جباری(۳ گل)              | [ ۳ ]  |
| ۶۱ | ۲۶ اردیبهشت ۱۳۵۱ | جمهوری خمر    | ۲–۱   | بانکوک، تایلند    | جام ملت‌های آسیا ۱۹۷۲ | محمد رنجبر   | صفر ایرانپاک، پرویز قلیچ‌خانی |        |
| ۶۲ | ۲۹ اردیبهشت ۱۳۵۱ | کرهٔ جنوبی     | ۲–۱   | بانکوک، تایلند    | جام ملت‌های آسیا ۱۹۷۲ | محمد رنجبر   | علی جباری، حسین کلانی        | [ ۴ ]  |
| ۶۳ | ۵ خرداد ۱۳۵۱     | کرهٔ شمالی     | ۰–۰   | امجدیه، تهران     | مقدماتی المپیک ۱۹۷۲  | محمد رنجبر   |                              |        |
| ۶۴ | ۱۳ خرداد ۱۳۵۱    | کرهٔ شمالی     | ۲–۰   | راولپندی، پاکستان | مقدماتی المپیک ۱۹۷۲  | محمد رنجبر   | صفر ایرانپاک، حسین کلانی     | [ ۵ ]  |
| ۶۵ | ۲۱ خرداد ۱۳۵۱    | جمهوری ایرلند | ۱–۲   | رکیف، برزیل       | جام استقلال برزیل    | محمد رنجبر   | پرویز قلیچ‌خانی               |        |
| ۶۶ | ۲۴ خرداد ۱۳۵۱    | پرتغال        | ۵–۰   | رکیف، برزیل       | جام استقلال برزیل    | محمد رنجبر   |                              |        |
| ۶۷ | ۳۱ خرداد ۱۳۵۱    | اکوادور       | ۱–۱   | رکیف، برزیل       | جام استقلال برزیل    | محمد رنجبر   | پرویز قلیچ‌خانی               |        |
| ۶۸ | ۴ تیر ۱۳۵۱       | شیلی          | ۱–۲   | رکیف، برزیل       | جام استقلال برزیل    | محمد رنجبر   | مجید حلوایی                  |        |
| ۶۹ | ۵ شهریور ۱۳۵۱    | مجارستان      | ۰–۵   | فرانکن، نورنبرگ   | المپیک ۱۹۷۲          | محمود بیاتی  |                              | [ ۶ ]  |
| ۷۰ | ۷ شهریور ۱۳۵۱    | دانمارک       | ۰–۴   | روسنائو، آوگسبورگ | المپیک ۱۹۷۲          | محمود بیاتی  |                              | [ ۷ ]  |
| ۷۱ | ۹ شهریور ۱۳۵۱    | برزیل         | ۱–۰   | رگنسبورگ، آلمان   | المپیک ۱۹۷۲          | محمود بیاتی  | مجید حلوایی                  | [ ۸ ]  |

## ۱۳۵۲
| #  | تاریخ            | حریف      | نتیجه | ورزشگاه               | عنوان مسابقه           | سرمربی      | گلزنان ایران              | پانویس |
| -- | ---------------- | --------- | ----- | --------------------- | ---------------------- | ----------- | ------------------------- | ------ |
| ۷۲ | ۱۴ اردیبهشت ۱۳۵۲ | کرهٔ شمالی | ۰–۰   | آزادی، تهران          | مقدماتی جام جهانی ۱۹۷۴ | محمود بیاتی |                           |        |
| ۷۳ | ۱۶ اردیبهشت ۱۳۵۲ | کویت      | ۲–۱   | امجدیه، تهران         | مقدماتی جام جهانی ۱۹۷۴ | محمود بیاتی | غلام وفاخواه، علی پروین   |        |
| ۷۴ | ۱۸ اردیبهشت ۱۳۵۲ | سوریه     | ۱–۰   | امجدیه، تهران         | مقدماتی جام جهانی ۱۹۷۴ | محمود بیاتی | اکبر کارگرجم              | [ ۹ ]  |
| ۷۵ | ۲۱ اردیبهشت ۱۳۵۲ | کرهٔ شمالی | ۲–۱   | آزادی تهران           | مقدماتی جام جهانی ۱۹۷۴ | محمود بیاتی | مهدی مناجاتی، محمد صادقی  |        |
| ۷۶ | ۲۳ اردیبهشت ۱۳۵۲ | کویت      | ۲–۰   | امجدیه، تهران         | مقدماتی جام جهانی ۱۹۷۴ | محمود بیاتی | پرویز قلیچ‌خانی، علی جباری |        |
| ۷۷ | ۲۵ اردیبهشت ۱۳۵۲ | سوریه     | ۰–۱   | امجدیه، تهران         | مقدماتی جام جهانی ۱۹۷۴ | محمود بیاتی |                           | [ ۱۰ ] |
| ۷۸ | ۲۵ مرداد ۱۳۵۲    | نیوزیلند  | ۰–۰   | نیومارکت پارک، آوکلند | دوستانه                | محمود بیاتی |                           | [ ۱۱ ] |
| ۷۹ | ۲۷ مرداد ۱۳۵۲    | استرالیا  | ۰–۳   | اسپورت گراند، سیدنی   | مقدماتی جام جهانی ۱۹۷۴ | محمود بیاتی |                           | [ ۱۲ ] |
| ۸۰ | ۲ شهریور ۱۳۵۲    | استرالیا  | ۲–۰   | آزادی، تهران          | مقدماتی جام جهانی ۱۹۷۴ | محمود بیاتی | پرویز قلیچ‌خانی(۲ گل)      | [ ۱۳ ] |

## ۱۳۵۳
| #  | تاریخ          | حریف      | نتیجه | ورزشگاه       | عنوان مسابقه        | سرمربی       | گلزنان ایران                                                                               | پانویس |
| -- | -------------- | --------- | ----- | ------------- | ------------------- | ------------ | ------------------------------------------------------------------------------------------ | ------ |
| ۸۱ | ۱۲ شهریور ۱۳۵۳ | پاکستان   | ۷–۰   | امجدیه، تهران | بازی‌های آسیایی ۱۹۷۴ | فرانک اوفارل | غلامحسین مظلومی(۳گل)، علی پروین(۲گل)، علی جباری پرویز قلیچ‌خانی                             |        |
| ۸۲ | ۱۴ شهریور ۱۳۵۳ | برمه      | ۲–۱   | آزادی، تهران  | بازی‌های آسیایی ۱۹۷۴ | فرانک اوفارل | محمد صادقی، عزت جانملکی                                                                    |        |
| ۸۳ | ۱۶ شهریور ۱۳۵۳ | بحرین     | ۶–۰   | امجدیه، تهران | بازی‌های آسیایی ۱۹۷۴ | فرانک اوفارل | غفور جهانی، دوارزی (گل به خودی)، پرویز قلیچ‌خانی محمود اعتمادی، محمد دستجردی، کارو حق‌وردیان | [ ۱۴ ] |
| ۸۴ | ۱۸ شهریور ۱۳۵۳ | مالزی     | ۱–۰   | امجدیه، تهران | بازی‌های آسیایی ۱۹۷۴ | فرانک اوفارل | علی پروین                                                                                  |        |
| ۸۵ | ۲۰ شهریور ۱۳۵۳ | کرهٔ جنوبی | ۲–۰   | آزادی، تهران  | بازی‌های آسیایی ۱۹۷۴ | فرانک اوفارل | غلامحسین مظلومی (۲ گل)                                                                     |        |
| ۸۶ | ۲۲ شهریور ۱۳۵۳ | عراق      | ۱–۰   | آزادی، تهران  | بازی‌های آسیایی ۱۹۷۴ | فرانک اوفارل | حسن روشن                                                                                   |        |
| ۸۸ | ۲۹ آذر ۱۳۵۳    | چکسلواکی  | ۰–۱   | آزادی، تهران  | دوستانه             | فرانک اوفارل | -                                                                                          |        |

## ۱۳۵۴
| #  | تاریخ         | حریف          | نتیجه | ورزشگاه       | عنوان مسابقه        | سرمربی       | گلزنان ایران                          | پانویس |
| -- | ------------- | ------------- | ----- | ------------- | ------------------- | ------------ | ------------------------------------- | ------ |
| ۸۹ | ۱۹ مرداد ۱۳۵۴ | مجارستان      | ۱–۲   | آزادی، تهران  | دوستانه             | فرانک اوفارل | غلامحسین مظلومی                       |        |
| ۹۰ | ۲۹ مرداد ۱۳۵۴ | بحرین         | ۳–۰   | امجدیه، تهران | مقدماتی المپیک ۱۹۷۶ | فرانک اوفارل | غلامحسین مظلومی (۲گل)، علی پروین      |        |
| ۹۱ | ۳۱ مرداد ۱۳۵۴ | کویت          | ۱–۱   | آزادی تهران   | مقدماتی المپیک ۱۹۷۶ | فرانک اوفارل | حسن روشن                              |        |
| ۹۲ | ۲ شهریور ۱۳۵۴ | عربستان سعودی | ۳–۰   | امجدیه، تهران | مقدماتی المپیک ۱۹۷۶ | فرانک اوفارل | غلامحسین مظلومی (۲گل)، علیرضا خورشیدی |        |
| ۹۳ | ۷ شهریور ۱۳۵۴ | عراق          | ۱–۰   | آزادی، تهران  | مقدماتی المپیک ۱۹۷۶ | فرانک اوفارل | علیرضا خورشیدی                        |        |

## ۱۳۵۵
| #   | تاریخ         | حریف          | نتیجه | ورزشگاه               | عنوان مسابقه           | سرمربی        | گلزنان ایران                                                              | پانویس |
| --- | ------------- | ------------- | ----- | --------------------- | ---------------------- | ------------- | ------------------------------------------------------------------------- | ------ |
| ۹۴  | ۱۴ خرداد ۱۳۵۵ | عراق          | ۲–۰   | آزادی، تهران          | جام ملت‌های آسیا ۱۹۷۶   | حشمت مهاجرانی | ناصر نورایی، حسن روشن                                                     |        |
| ۹۵  | ۱۸ خرداد ۱۳۵۵ | یمن جنوبی     | ۸–۰   | آزادی، تهران          | جام ملت‌های آسیا ۱۹۷۶   | حشمت مهاجرانی | غلامحسین مظلومی (۳گل) علی‌رضا عزیزی (۲گل) ناصر نورایی (۲گل) علیرضا خورشیدی |        |
| ۹۶  | ۲۱ خرداد ۱۳۵۵ | چین           | ۲–۰   | آزادی، تهران          | جام ملت‌های آسیا ۱۹۷۶   | حشمت مهاجرانی | علیرضا خورشیدی، حسن روشن                                                  |        |
| ۹۷  | ۲۳ خرداد ۱۳۵۵ | کویت          | ۱–۰   | آزادی، تهران          | جام ملت‌های آسیا ۱۹۷۶   | حشمت مهاجرانی | علی پروین                                                                 | [ ۱۵ ] |
| ۹۸  | ۱۱ تیر ۱۳۵۵   | رومانی        | ۲–۲   | آزادی، تهران          | دوستانه                | حشمت مهاجرانی | پرویز قلیچ‌خانی، ناصر نورایی                                               |        |
| ۹۹  | ۲۹ تیر ۱۳۵۵   | کوبا          | ۱–۰   | اتاوا، کانادا         | المپیک ۱۹۷۶            | حشمت مهاجرانی | غلامحسین مظلومی                                                           | [ ۱۶ ] |
| ۱۰۰ | ۳۱ تیر ۱۳۵۵   | لهستان        | ۲–۳   | مونترآل، کانادا       | المپیک ۱۹۷۶            | حشمت مهاجرانی | علی پروین، حسن روشن                                                       | [ ۱۷ ] |
| ۱۰۱ | ۳ مرداد ۱۳۵۵  | شوروی         | ۱–۲   | شربروک، کانادا        | المپیک ۱۹۷۶            | حشمت مهاجرانی | پرویز قلیچ‌خانی                                                            | [ ۱۸ ] |
| ۱۰۲ | ۱۷ دی ۱۳۵۵    | عربستان سعودی | ۳–۰   | المَلاز استادیوم، ریاض | مقدماتی جام جهانی ۱۹۷۸ | حشمت مهاجرانی | غلامحسین مظلومی(۲ گل)، حسن روشن                                           | [ ۱۹ ] |
| ۱۰۳ | ۸ بهمن ۱۳۵۵   | سوریه         | ۱–۰   | عباسیون، دمشق         | مقدماتی جام جهانی ۱۹۷۸ | حشمت مهاجرانی | علی پروین                                                                 | [ ۲۰ ] |
| ۱۰۴ | ۲۴ اسفند ۱۳۵۵ | مجارستان      | ۰–۲   | امجدیه، تهران         | دوستانه                | حشمت مهاجرانی | -                                                                         |        |

## ۱۳۵۶
| #   | تاریخ           | حریف          | نتیجه | ورزشگاه                  | عنوان مسابقه           | سرمربی        | گلزنان ایران                                             | پانویس |
| --- | --------------- | ------------- | ----- | ------------------------ | ---------------------- | ------------- | -------------------------------------------------------- | ------ |
| ۱۰۵ | ۲ فروردین ۱۳۵۶  | آرژانتین      | ۱–۱   | سانتیاگو برنابئو، مادرید | دوستانه                | حشمت مهاجرانی | محمد صادقی                                               | [ ۲۱ ] |
| ۱۰۶ | ۱۵ فروردین ۱۳۵۶ | سوریه         | ۲–۰   | حافظیه، شیراز            | مقدماتی جام جهانی ۱۹۷۸ | حشمت مهاجرانی | سوریه در مسابقه حاضر نشد و طبق قانون دو بر هیچ بازنده شد |        |
| ۱۰۷ | ۲ اردیبهشت ۱۳۵۶ | عربستان سعودی | ۲–۰   | حافظیه، شیراز            | مقدماتی جام جهانی ۱۹۷۸ | حشمت مهاجرانی | محسن یوسفی، حبیب شریفی                                   | [ ۲۲ ] |
| ۱۰۸ | ۲۹ خرداد ۱۳۵۶   | هنگ کنگ       | ۲–۰   | هنگ کنگ                  | مقدماتی جام جهانی ۱۹۷۸ | حشمت مهاجرانی | حسین کازرانی، غفور جهانی                                 |        |
| ۱۰۹ | ۱۲ تیر ۱۳۵۶     | کرهٔ جنوبی     | ۰–۰   | بوسان، کره جنوبی         | مقدماتی جام جهانی ۱۹۷۸ | حشمت مهاجرانی | -                                                        |        |
| ۱۱۰ | ۱۴ مرداد ۱۳۵۶   | رومانی        | ۰–۰   | آزادی تهران              | دوستانه                | حشمت مهاجرانی | -                                                        |        |
| ۱۱۱ | ۲۳ مرداد ۱۳۵۶   | استرالیا      | ۱–۰   | ملبورن، استرالیا         | مقدماتی جام جهانی ۱۹۷۸ | حشمت مهاجرانی | حسن روشن                                                 | [ ۲۳ ] |
| ۱۱۲ | ۶ آبان ۱۳۵۶     | کویت          | ۱–۰   | آزادی، تهران             | مقدماتی جام جهانی ۱۹۷۸ | حشمت مهاجرانی | غفور جهانی                                               | [ ۲۴ ] |
| ۱۱۳ | ۲۰ آبان ۱۳۵۶    | کرهٔ جنوبی     | ۲–۲   | آزادی، تهران             | مقدماتی جام جهانی ۱۹۷۸ | حشمت مهاجرانی | حسن روشن (۲گل)                                           |        |
| ۱۱۴ | ۲۷ آبان ۱۳۵۶    | هنگ کنگ       | ۳–۰   | آزادی، تهران             | مقدماتی جام جهانی ۱۹۷۸ | حشمت مهاجرانی | غفور جهانی (۲گل) حسین کازرانی                            |        |
| ۱۱۵ | ۴ آذر ۱۳۵۶      | استرالیا      | ۱–۰   | آزادی، تهران             | مقدماتی جام جهانی ۱۹۷۸ | حشمت مهاجرانی | غفور جهانی                                               | [ ۲۵ ] |
| ۱۱۶ | ۱۲ آذر ۱۳۵۶     | کویت          | ۲–۱   | کویت، کویت               | مقدماتی جام جهانی ۱۹۷۸ | حشمت مهاجرانی | بهتاش فریبا، حبیب خبیری                                  |        |

## ۱۳۵۷
| #   | تاریخ            | حریف     | نتیجه | ورزشگاه              | عنوان مسابقه          | سرمربی        | گلزنان ایران   | پانویس |
| --- | ---------------- | -------- | ----- | -------------------- | --------------------- | ------------- | -------------- | ------ |
| ۱۱۷ | ۱۶ فروردین ۱۳۵۷  | یوگسلاوی | ۰–۰   | آزادی تهران          | دوستانه               | حشمت مهاجرانی | -              |        |
| ۱۱۸ | ۲۹ فروردین ۱۳۵۷  | ولز      | ۰–۱   | آزادی تهران          | دوستانه               | حشمت مهاجرانی | -              |        |
| ۱۱۹ | ۲۱ اردیبهشت ۱۳۵۷ | فرانسه   | ۱–۲   | تولوز، فرانسه        | دوستانه               | حشمت مهاجرانی | حسن روشن       |        |
| ۱۲۰ | ۱۳ خرداد ۱۳۵۷    | هلند     | ۰–۳   | سن مارتین، مندوزا،   | جام جهانی فوتبال ۱۹۷۸ | حشمت مهاجرانی | -              | [ ۲۶ ] |
| ۱۲۱ | ۱۷ خرداد ۱۳۵۷    | اسکاتلند | ۱–۱   | آلبرتو کمپس، کوردوبا | جام جهانی فوتبال ۱۹۷۸ | حشمت مهاجرانی | ایرج دانایی‌فرد | [ ۲۷ ] |
| ۱۲۲ | ۲۱ خرداد ۱۳۵۷    | پرو      | ۱–۴   | آلبرتو کمپس، کوردوبا | جام جهانی فوتبال ۱۹۷۸ | حشمت مهاجرانی | حسن روشن       | [ ۲۸ ] |

## ۱۳۵۸
| #   | تاریخ         | حریف      | نتیجه | ورزشگاه                    | عنوان مسابقه        | سرمربی    | گلزنان ایران                                                                                    | پانویس |
| --- | ------------- | --------- | ----- | -------------------------- | ------------------- | --------- | ----------------------------------------------------------------------------------------------- | ------ |
| ۱۲۳ | ۶ اسفند ۱۳۵۸  | کرهٔ شمالی | ۰–۰   | سنگاپور                    | مقدماتی المپیک ۱۹۸۰ | حسن حبیبی | -                                                                                               |        |
| ۱۲۴ | ۸ اسفند ۱۳۵۸  | چین       | ۲–۲   | سنگاپور                    | مقدماتی المپیک ۱۹۸۰ | حسن حبیبی | عبدالرضا برزگری، محمود ابراهیم‌زاده                                                              |        |
| ۱۲۵ | ۱۱ اسفند ۱۳۵۸ | سنگاپور   | ۳–۰   | ورزشگاه ملی سنگاپور، کالنگ | مقدماتی المپیک ۱۹۸۰ | حسن حبیبی | محمود ابراهیم‌زاده، حسین فرکی، حمید علیدوستی                                                     |        |
| ۱۲۶ | ۱۷ اسفند ۱۳۵۸ | هند       | ۲–۰   | سنگاپور                    | مقدماتی المپیک ۱۹۸۰ | حسن حبیبی | عبدالرضا برزگری، حمید علیدوستی                                                                  |        |
| ۱۲۷ | ۱۹ اسفند ۱۳۵۸ | سری‌لانکا  | ۱۱–۰  | سنگاپور                    | مقدماتی المپیک ۱۹۸۰ | حسن حبیبی | بهتاش فریبا (۳گل)، حسین فرکی (۳گل)، عبدالرضا برزگری (۲گل) حمید علیدوستی، حبیب خبیری، رضا نعلچگر |        |
| ۱۲۸ | ۲۲ اسفند ۱۳۵۸ | سنگاپور   | ۴–۰   | ورزشگاه ملی سنگاپور، کالنگ | مقدماتی المپیک ۱۹۸۰ | حسن حبیبی | بهتاش فریبا، عبدالرضا برزگری، حسین فرکی (۲گل)                                                   |        |

## ۱۳۵۹
| #   | تاریخ          | حریف              | نتیجه | ورزشگاه    | عنوان مسابقه         | سرمربی    | گلزنان ایران                                       | پانویس        |
| --- | -------------- | ----------------- | ----- | ---------- | -------------------- | --------- | -------------------------------------------------- | ------------- |
| ۱۲۹ | ۱۴ شهریور ۱۳۵۹ | امارات متحدهٔ عربی | ۲–۰   | امارات     | دوستانه              | حسن حبیبی | ایرج دانایی‌فرد، حسین فرکی                          |               |
| ۱۳۰ | ۱۶ شهریور ۱۳۵۹ | امارات متحدهٔ عربی | ۳–۰   | امارات     | دوستانه              | حسن حبیبی | حسین فرکی، نصرالله عبداللهی، عبدالرضا برزگری       |               |
| ۱۳۱ | ۲۶ شهریور ۱۳۵۹ | سوریه             | ۰–۰   | کویت، کویت | جام ملت‌های آسیا ۱۹۸۰ | حسن حبیبی | -                                                  | [ ۲۹ ] [ ۳۰ ] |
| ۱۳۲ | ۲۹ شهریور ۱۳۵۹ | چین               | ۲–۲   | کویت، کویت | جام ملت‌های آسیا ۱۹۸۰ | حسن حبیبی | حمید علیدوستی، بهتاش فریبا                         | [ ۲۹ ]        |
| ۱۳۳ | ۳۱ شهریور ۱۳۵۹ | بنگلادش           | ۷–۰   | کویت، کویت | جام ملت‌های آسیا ۱۹۸۰ | حسن حبیبی | بهتاش فریبا(۴ گل)، حسن روشن، عبدالرضا برزگری(۲ گل) | [ ۲۹ ]        |
| ۱۳۴ | ۲ مهر ۱۳۵۹     | کرهٔ شمالی         | ۳–۲   | کویت، کویت | جام ملت‌های آسیا ۱۹۸۰ | حسن حبیبی | حمید علیدوستی، ایرج دانایی فرد، بهتاش فریبا        | [ ۲۹ ]        |
| ۱۳۵ | ۶ مهر ۱۳۵۹     | کویت              | ۱–۲   | کویت، کویت | جام ملت‌های آسیا ۱۹۸۰ | حسن حبیبی | حسین فرکی                                          | [ ۲۹ ] [ ۳۱ ] |
| ۱۳۶ | ۷ مهر ۱۳۵۹     | کرهٔ شمالی         | ۳–۰   | کویت، کویت | جام ملت‌های آسیا ۱۹۸۰ | حسن حبیبی | بهتاش فریبا، حسین فرکی(۲ گل)                       | [ ۲۹ ]        |

## ۱۳۶۰
| #   | تاریخ        | حریف    | نتیجه | ورزشگاه        | عنوان مسابقه      | سرمربی        | گلزنان ایران                                                                              | پانویس |
| --- | ------------ | ------- | ----- | -------------- | ----------------- | ------------- | ----------------------------------------------------------------------------------------- | ------ |
| ۱۳۷ | ۹ تیر ۱۳۶۰   | الجزایر | ۰–۱   | طرابلس لیبی    | دوستانه           |               | -                                                                                         |        |
| ۱۳۸ | ۳۰ بهمن ۱۳۶۰ | نپال    | ۴–۰   | کراچی، پاکستان | جام محمدعلی جناح  | ناصر ابراهیمی | علیرضا حیدری، دینورزاده، فریدی‌نیا، عبدالعلی چنگیز (پنالتی)                                |        |
| ۱۳۹ | ۲ اسفند ۱۳۶۰ | پاکستان | ۰–۱   | کراچی پاکستان  | جام محمد علی جناح | ناصر ابراهیمی | کامل اینجینی                                                                              |        |
| ۱۴۰ | ۴ اسفند ۱۳۶۰ | عمان    | ۴–۰   | کراچی، پاکستان | جام محمدعلی جناح  | ناصر ابراهیمی | عبدالعلی چنگیز، محمود حقیقیان، ابراهیم کیان طهماسبی کامل انجینی                           | [ ۳۲ ] |
| ۱۴۱ | ۶ اسفند ۱۳۶۰ | بنگلادش | ۹–۰   | کراچی، پاکستان | جام محمدعلی جناح  | ناصر ابراهیمی | علیرضا حیدری (۲)، مهدی فریدی نیا (۲)، ابراهیم طهماسبی عبدالعلی چنگیز (۲)، کامل انجینی (۲) | [ ۳۳ ] |

## ۱۳۶۱
| #   | تاریخ        | حریف      | نتیجه | ورزشگاه      | عنوان مسابقه        | سرمربی       | گلزنان ایران                 | پانویس |
| --- | ------------ | --------- | ----- | ------------ | ------------------- | ------------ | ---------------------------- | ------ |
| ۱۴۲ | ۲۹ آبان ۱۳۶۱ | ژاپن      | ۰–۱   | دهلی نو، هند | بازی‌های آسیایی ۱۹۸۲ | جلال چراغپور | -                            | [ ۳۴ ] |
| ۱۴۳ | ۲ آذر ۱۳۶۱   | کرهٔ جنوبی | ۱–۰   | دهلی نو، هند | بازی‌های آسیایی ۱۹۸۲ | جلال چراغپور | حمید درخشان                  |        |
| ۱۴۴ | ۴ آذر ۱۳۶۱   | یمن جنوبی | ۲–۰   | دهلی نو، هند | بازی‌های آسیایی ۱۹۸۲ | جلال چراغپور | ناصر محمدخانی، علیرضا فیروزی |        |
| ۱۴۵ | ۷ آذر ۱۳۶۱   | کویت      | ۰–۱   | دهلی نو، هند | بازی‌های آسیایی ۱۹۸۲ | جلال چراغپور |                              | [ ۳۵ ] |

## ۱۳۶۳
| #   | تاریخ         | حریف              | نتیجه     | ورزشگاه                    | عنوان مسابقه                 | سرمربی        | گلزنان ایران                                                                  | پانویس |
| --- | ------------- | ----------------- | --------- | -------------------------- | ---------------------------- | ------------- | ----------------------------------------------------------------------------- | ------ |
| ۱۴۶ | ۱۵ تیر ۱۳۶۳   | چین               | ۰–۱       | پکن، چین                   | دوستانه                      | محمود یاوری   | -                                                                             |        |
| ۱۴۷ | ۱۶ مرداد ۱۳۶۳ | بنگلادش           | ۵–۰       | جاکارتا، اندونزی           | مقدماتی جام ملت‌های آسیا ۱۹۸۴ | محمود یاوری   | ناصر محمدخانی (۴گل) حمید علیدوستی                                             |        |
| ۱۴۸ | ۱۸ مرداد ۱۳۶۳ | سوریه             | ۳–۱       | جاکارتا، اندونزی           | مقدماتی جام ملت‌های آسیا ۱۹۸۴ | محمود یاوری   | حمید علیدوستی (۲ گل- گل دوم پنالتی) ،ناصر محمدخانی                            | [ ۳۶ ] |
| ۱۴۹ | ۲۰ مرداد ۱۳۶۳ | تایلند            | ۵–۰       | جاکارتا، اندونزی           | مقدماتی جام ملت‌های آسیا ۱۹۸۴ | محمود یاوری   | حمید علیدوستی (۲گل)، محمود معمار، ناصر محمدخانی، حمید درخشان                  |        |
| ۱۵۰ | ۲۲ مرداد ۱۳۶۳ | اندونزی           | ۱–۰       | جاکارتا، اندونزی           | مقدماتی جام ملت‌های آسیا ۱۹۸۴ | محمود یاوری   | ناصر محمدخانی                                                                 |        |
| ۱۵۱ | ۲۴ مرداد ۱۳۶۳ | فیلیپین           | ۷–۱       | جاکارتا، اندونزی           | مقدماتی جام ملت‌های آسیا ۱۹۸۴ | محمود یاوری   | ضیا عربشاهی، ناصر محمدخانی(۲ گل)، حمید علیدوستی رضا احدی(۲ گل)، جعفر مختاری‌فر | [ ۳۷ ] |
| ۱۵۲ | ۲۷ مرداد ۱۳۶۳ | سوریه             | ۱–۰       | جاکارتا، اندونزی           | مقدماتی جام ملت‌های آسیا ۱۹۸۴ | محمود یاوری   | حمید علیدوستی                                                                 |        |
| ۱۵۳ | ۱۰ آذر ۱۳۶۳   | امارات متحدهٔ عربی | ۳–۰       | کالنگ، سنگاپور             | جام ملت‌های آسیا ۱۹۸۴         | ناصر ابراهیمی | حمید علیدوستی، شاهرخ بیانی، ناصر محمدخانی                                     | [ ۳۸ ] |
| ۱۵۴ | ۱۲ آذر ۱۳۶۳   | چین               | ۲–۰       | کالنگ، سنگاپور             | جام ملت‌های آسیا ۱۹۸۴         | ناصر ابراهیمی | ناصر محمدخانی، ضیا عربشاهی                                                    | [ ۳۹ ] |
| ۱۵۵ | ۱۶ آذر ۱۳۶۳   | هند               | ۰–۰       | سنگاپور                    | جام ملت‌های آسیا ۱۹۸۴         | ناصر ابراهیمی | -                                                                             |        |
| ۱۵۶ | ۱۹ آذر ۱۳۶۳   | سنگاپور           | ۱–۱       | ورزشگاه ملی سنگاپور، کالنگ | جام ملت‌های آسیا ۱۹۸۴         | ناصر ابراهیمی | شاهرخ بیانی                                                                   |        |
| ۱۵۷ | ۲۲ آذر ۱۳۶۳   | عربستان سعودی     | ۱–۱ (۵–۴) | کالنگ، سنگاپور             | جام ملت‌های آسیا ۱۹۸۴         | ناصر ابراهیمی | شاهرخ بیانی                                                                   | [ ۴۰ ] |
| ۱۵۸ | ۲۵ آذر ۱۳۶۳   | کویت              | ۱–۱ (۵–۳) | سنگاپور                    | جام ملت‌های آسیا ۱۹۸۴         | ناصر ابراهیمی | ناصر محمدخانی                                                                 |        |
| ۱۵۹ | ۳۰ دی ۱۳۶۳    | یوگسلاوی          | ۱–۳       | کوچین، هند                 | جام نهرو ۱۹۸۵                | ناصر ابراهیمی | فرشاد پیوس                                                                    |        |
| ۱۶۰ | ۴ بهمن ۱۳۶۳   | چین               | ۴–۰       | کوچین، هند                 | جام نهرو ۱۹۸۵                | ناصر ابراهیمی | فرشاد پیوس، عبدالعلی چنگیز، غلامرضا فتح‌آبادی (۲گل)                            |        |
| ۱۶۱ | ۸ بهمن ۱۳۶۳   | شوروی             | ۰–۲       | کوچین، هند                 | جام نهرو ۱۹۸۵                | ناصر ابراهیمی | -                                                                             |        |
| ۱۶۲ | ۱۶ بهمن ۱۳۶۳  | کرهٔ شمالی         | ۱–۰       | مشهد                       | دوستانه                      | ناصر ابراهیمی | شاهین بیانی                                                                   |        |

## ۱۳۶۴
| #   | تاریخ        | حریف   | نتیجه | ورزشگاه       | عنوان مسابقه | سرمربی          | گلزنان ایران               | پانویس |
| --- | ------------ | ------ | ----- | ------------- | ------------ | --------------- | -------------------------- | ------ |
| ۱۶۳ | ۲۴ بهمن ۱۳۶۴ | رومانی | ۰–۱   | آزادی تهران   | دوستانه      | فریدون عسگرزاده | -                          |        |
| ۱۶۴ | ۲۶ بهمن ۱۳۶۴ | غنا    | ۳–۰   | شیرودی، تهران | دوستانه      | فریدون عسگرزاده | سعید صیامی (۲گل)، رضا تقوی |        |
| ۱۶۵ | ۱ اسفند ۱۳۶۴ | غنا    | ۲–۰   | آزادی تهران   | دوستانه      | فریدون عسگرزاده | حمید علیدوستی، شاهرخ بیانی |        |

## ۱۳۶۵
| #   | تاریخ          | حریف      | نتیجه     | ورزشگاه            | عنوان مسابقه        | سرمربی       | گلزنان ایران                                                      | پانویس |
| --- | -------------- | --------- | --------- | ------------------ | ------------------- | ------------ | ----------------------------------------------------------------- | ------ |
| ۱۶۶ | ۷ خرداد ۱۳۶۵   | چین       | ۱–۲       | پکن، چین           | دوستانه             | پرویز دهداری | غلامرضا فتح‌آبادی                                                  |        |
| ۱۶۷ | ۲۷ شهریور ۱۳۶۵ | تایلند    | ۴–۰       | سئول، کره جنوبی    | دوستانه             | پرویز دهداری | کریم باوی، حمید درخشان، فرشاد پیوس، عبدالعلی چنگیز                |        |
| ۱۶۸ | ۳۱ شهریور ۱۳۶۵ | ژاپن      | ۲–۰       | دائجونگ، کره جنوبی | بازی‌های آسیایی ۱۹۸۶ | پرویز دهداری | سیدمهدی ابطحی، ناصر محمدخانی                                      | [ ۴۱ ] |
| ۱۶۹ | ۲ مهر ۱۳۶۵     | بنگلادش   | ۴–۰       | دائجونگ، کره جنوبی | بازی‌های آسیایی ۱۹۸۶ | پرویز دهداری | فرشاد پیوس، غلامرضا فتح‌آبادی(۲ گل)، سیروس قایقران                 | [ ۴۲ ] |
| ۱۷۰ | ۴ مهر ۱۳۶۵     | کویت      | ۰–۱       | دائجونگ، کره جنوبی | بازی‌های آسیایی ۱۹۸۶ | پرویز دهداری | -                                                                 | [ ۴۳ ] |
| ۱۷۱ | ۶ مهر ۱۳۶۵     | نپال      | ۶–۰       | دائجونگ، کره جنوبی | بازی‌های آسیایی ۱۹۸۶ | پرویز دهداری | حمید درخشان (۲گل)، غلامرضا فتح‌آبادی (۲گل)، شاهرخ بیانی، مرتضی یکه |        |
| ۱۷۲ | ۹ مهر ۱۳۶۵     | کرهٔ جنوبی | ۱–۱ (۶–۵) | بوسان، کره جنوبی   | بازی‌های آسیایی ۱۹۸۶ | پرویز دهداری | کریم باوی                                                         | [ ۴۴ ] |
| ۱۷۳ | ۸ اسفند ۱۳۶۵   | کویت      | ۲–۱       | دوحه، قطر          | مقدماتی المپیک ۱۹۸۸ | پرویز دهداری | بیژن طاهری، کریم باوی                                             | [ ۴۵ ] |
| ۱۷۴ | ۱۶ اسفند ۱۳۶۵  | کویت      | ۰–۱       | دوحه، قطر          | مقدماتی المپیک ۱۹۸۸ | پرویز دهداری | -                                                                 | [ ۴۶ ] |

## ۱۳۶۷
| #   | تاریخ         | حریف              | نتیجه     | ورزشگاه        | عنوان مسابقه                 | سرمربی       | گلزنان ایران                         | پانویس |
| --- | ------------- | ----------------- | --------- | -------------- | ---------------------------- | ------------ | ------------------------------------ | ------ |
| ۱۷۵ | ۶ خرداد ۱۳۶۷  | هنگ کنگ           | ۲–۰       | کاتماندو، نپال | مقدماتی جام ملت‌های آسیا ۱۹۸۸ | پرویز دهداری | سیروس قایقران، صمد مرفاوی            |        |
| ۱۷۶ | ۸ خرداد ۱۳۶۷  | سوریه             | ۱–۱       | کاتماندو، نپال | مقدماتی جام ملت‌های آسیا ۱۹۸۸ | پرویز دهداری | کریم باوی                            | [ ۴۷ ] |
| ۱۷۷ | ۱۲ خرداد ۱۳۶۷ | کرهٔ شمالی         | ۰–۰       | کاتماندو، نپال | مقدماتی جام ملت‌های آسیا ۱۹۸۸ | پرویز دهداری | -                                    |        |
| ۱۷۸ | ۱۴ خرداد ۱۳۶۷ | نپال              | ۳–۰       | کاتماندو، نپال | مقدماتی جام ملت‌های آسیا ۱۹۸۸ | پرویز دهداری | کریم باوی (۳ گل)                     | [ ۴۸ ] |
| ۱۷۹ | ۱۱ آذر ۱۳۶۷   | قطر               | ۲–۰       | دوحه، قطر      | جام ملت‌های آسیا ۱۹۸۸         | پرویز دهداری | کریم باوی، فرشاد پیوس                | [ ۴۹ ] |
| ۱۸۰ | ۱۳ آذر ۱۳۶۷   | ژاپن              | ۰–۰       | دوحه، قطر      | جام ملت‌های آسیا ۱۹۸۸         | پرویز دهداری | -                                    | [ ۳۴ ] |
| ۱۸۱ | ۱۷ آذر ۱۳۶۷   | امارات متحدهٔ عربی | ۱–۰       | دوحه، قطر      | جام ملت‌های آسیا ۱۹۸۸         | پرویز دهداری | فرشاد پیوس                           |        |
| ۱۸۲ | ۲۰ آذر ۱۳۶۷   | کرهٔ جنوبی         | ۰–۳       | دوحه، قطر      | جام ملت‌های آسیا ۱۹۸۸         | پرویز دهداری | -                                    | [ ۵۰ ] |
| ۱۸۳ | ۲۴ آذر ۱۳۶۷   | عربستان سعودی     | ۰–۱       | دوحه، قطر      | جام ملت‌های آسیا ۱۹۸۸         | پرویز دهداری | -                                    | [ ۵۱ ] |
| ۱۸۴ | ۲۶ آذر ۱۳۶۷   | چین               | ۰–۰ (۳–۰) | دوحه، قطر      | جام ملت‌های آسیا ۱۹۸۸         | پرویز دهداری | -                                    | [ ۵۲ ] |
| ۱۸۵ | ۳۰ دی ۱۳۶۷    | ژاپن              | ۲–۲       | آزادی تهران    | دوستانه                      | پرویز دهداری | گل به خودی، فرشاد پیوس               | [ ۵۳ ] |
| ۱۸۶ | ۴ اسفند ۱۳۶۷  | تایلند            | ۳–۰       | بانکوک، تایلند | مقدماتی جام جهانی ۱۹۹۰       | رضا وطنخواه  | کریم باوی، سیروس قایقران، محسن گروسی |        |
| ۱۸۷ | ۸ اسفند ۱۳۶۷  | بنگلادش           | ۲–۱       | داکا، بنگلادش  | مقدماتی جام جهانی ۱۹۹۰       | رضا وطنخواه  | کریم باوی، محمدحسن انصاری‌فرد         |        |
| ۱۸۸ | ۲۶ اسفند ۱۳۶۷ | بنگلادش           | ۱–۰       | آزادی تهران    | مقدماتی جام جهانی ۱۹۹۰       | رضا وطنخواه  | صمد مرفاوی                           | [ ۵۴ ] |

## ۱۳۶۸
| #   | تاریخ        | حریف      | نتیجه     | ورزشگاه     | عنوان مسابقه           | سرمربی       | گلزنان ایران                            | پانویس |
| --- | ------------ | --------- | --------- | ----------- | ---------------------- | ------------ | --------------------------------------- | ------ |
| ۱۸۹ | ۹ خرداد ۱۳۶۸ | تایلند    | ۳–۰       | آزادی تهران | مقدماتی جام جهانی ۱۹۹۰ | مهدی مناجاتی | فرشاد پیوس(۲ گل)، محسن گروسی            | [ ۵۵ ] |
| ۱۹۰ | ۲۴ تیر ۱۳۶۸  | چین       | ۰–۲       | شن‌یانگ، چین | مقدماتی جام جهانی ۱۹۹۰ | مهدی مناجاتی | -                                       | [ ۵۶ ] |
| ۱۹۱ | ۳۱ تیر ۱۳۶۸  | چین       | ۳–۲       | آزادی تهران | مقدماتی جام جهانی ۱۹۹۰ | مهدی مناجاتی | محسن گروسی، سید علی افتخاری، فرشاد پیوس | [ ۵۷ ] |
| ۱۹۲ | ۱۰ آبان ۱۳۶۸ | یمن جنوبی | ۲–۰       | کویت، کویت  | جام صلح و دوستی        | علی پروین    | مجید نامجو مطلق (۲گل)                   |        |
| ۱۹۳ | ۱۲ آبان ۱۳۶۸ | گینه      | ۱–۱       | کویت، کویت  | جام صلح و دوستی        | علی پروین    | مجتبی محرمی                             |        |
| ۱۹۴ | ۱۴ آبان ۱۳۶۸ | عراق      | ۰–۰       | کویت، کویت  | جام صلح و دوستی        | علی پروین    | -                                       | [ ۵۸ ] |
| ۱۹۵ | ۱۷ آبان ۱۳۶۸ | اوگاندا   | ۲–۲ (۷–۶) | کویت، کویت  | جام صلح و دوستی        | علی پروین    | محمدحسن انصاری‌فرد، شاهرخ بیانی          |        |
| ۱۹۶ | ۲۱ آبان ۱۳۶۸ | کویت      | ۰–۱       | کویت، کویت  | جام صلح و دوستی        | علی پروین    | -                                       |        |
| ۱۹۷ | ۱۳ بهمن ۱۳۶۸ | لهستان    | ۰–۲       | آزادی تهران | دوستانه                | علی پروین    | -                                       |        |
| ۱۹۸ | ۱۵ بهمن ۱۳۶۸ | لهستان    | ۰–۱       | آزادی تهران | دوستانه                | علی پروین    | -                                       |        |

## ۱۳۶۹
| #   | تاریخ       | حریف      | نتیجه     | ورزشگاه  | عنوان مسابقه        | سرمربی    | گلزنان ایران            | پانویس |
| --- | ----------- | --------- | --------- | -------- | ------------------- | --------- | ----------------------- | ------ |
| ۱۹۹ | ۲ مهر ۱۳۶۹  | مالزی     | ۳–۰       | پکن، چین | بازی‌های آسیایی ۱۹۹۰ | علی پروین | فرشاد پیوس (۳ گل)       | [ ۵۹ ] |
| ۲۰۰ | ۶ مهر ۱۳۶۹  | کرهٔ شمالی | ۲–۱       | پکن، چین | بازی‌های آسیایی ۱۹۹۰ | علی پروین | فرشاد پیوس، شاهرخ بیانی |        |
| ۲۰۱ | ۹ مهر ۱۳۶۹  | ژاپن      | ۱–۰       | پکن، چین | بازی‌های آسیایی ۱۹۹۰ | علی پروین | صمد مرفاوی              |        |
| ۲۰۲ | ۱۱ مهر ۱۳۶۹ | کرهٔ جنوبی | ۱–۰       | پکن، چین | بازی‌های آسیایی ۱۹۹۰ | علی پروین | سیروس قایقران           | [ ۶۰ ] |
| ۲۰۳ | ۱۴ مهر ۱۳۶۹ | کرهٔ شمالی | ۰–۰ (۱–۴) | پکن، چین | بازی‌های آسیایی ۱۹۹۰ | علی پروین | -                       | [ ۶۱ ] |

## ۱۳۷۰
| #   | تاریخ       | حریف    | نتیجه | ورزشگاه          | عنوان مسابقه           | سرمربی    | گلزنان ایران     | پانویس |
| --- | ----------- | ------- | ----- | ---------------- | ---------------------- | --------- | ---------------- | ------ |
| ۲۰۴ | ۵ مهر ۱۳۷۰  | الجزایر | ۲–۱   | آزادی تهران      | جام ملت‌های آفریقا–آسیا | علی پروین | صمد مرفاوی (۲گل) |        |
| ۲۰۵ | ۲۱ مهر ۱۳۷۰ | الجزایر | ۰–۱   | الجزیره، الجزایر | جام ملت‌های آفریقا–آسیا | علی پروین | -                |        |

## ۱۳۷۱
| #   | تاریخ            | حریف              | نتیجه | ورزشگاه        | عنوان مسابقه                 | سرمربی    | گلزنان ایران                                                                   | پانویس        |
| --- | ---------------- | ----------------- | ----- | -------------- | ---------------------------- | --------- | ------------------------------------------------------------------------------ | ------------- |
| ۲۰۶ | ۲۱ اردیبهشت ۱۳۷۱ | پاکستان           | ۷–۰   | کلکته، هند     | مقدماتی جام ملت‌های آسیا ۱۹۹۲ | علی پروین | صمد مرفاوی، فرشاد پیوس، مجتبی محرمی سیروس قایقران، رضا حسن‌زاده، سید مهدی ابطحی |               |
| ۲۰۷ | ۲۳ اردیبهشت ۱۳۷۱ | هند               | ۳–۰   | کلکته، هند     | مقدماتی جام ملت‌های آسیا ۱۹۹۲ | علی پروین | فرشاد پیوس (۲گل) مجتبی محرمی                                                   |               |
| ۲۰۸ | ۶ مهر ۱۳۷۱       | کامرون            | ۱–۱   | آزادی تهران    | دوستانه                      | علی پروین | مجتبی محرمی                                                                    |               |
| ۲۰۹ | ۸ مهر ۱۳۷۱       | کامرون            | ۰–۰   | آزادی تهران    | دوستانه                      | علی پروین | -                                                                              |               |
| ۲۱۰ | ۲۶ مهر ۱۳۷۱      | کویت              | ۱–۱   | کویت، کویت     | دوستانه                      | علی پروین | فرشاد پیوس                                                                     |               |
| ۲۱۱ | ۸ آبان ۱۳۷۱      | کرهٔ شمالی         | ۲–۰   | اونومیچی، ژاپن | جام ملت‌های آسیا ۱۹۹۲         | علی پروین | فرشاد پیوس، سیروس قایقران                                                      | [ ۶۰ ]        |
| ۲۱۲ | ۱۰ آبان ۱۳۷۱     | امارات متحدهٔ عربی | ۰–۰   | هیروشیما، ژاپن | جام ملت‌های آسیا ۱۹۹۲         | علی پروین | -                                                                              | [ ۶۱ ]        |
| ۲۱۳ | ۱۲ آبان ۱۳۷۱     | ژاپن              | ۰–۱   | هیروشیما، ژاپن | جام ملت‌های آسیا ۱۹۹۲         | علی پروین | -                                                                              | [ ۳۴ ] [ ۶۲ ] |

## ۱۳۷۲
| #   | تاریخ          | حریف            | نتیجه | ورزشگاه      | عنوان مسابقه           | سرمربی    | گلزنان ایران                                                        | پانویس        |
| --- | -------------- | --------------- | ----- | ------------ | ---------------------- | --------- | ------------------------------------------------------------------- | ------------- |
| ۲۱۴ | ۱۶ خرداد ۱۳۷۲  | پاکستان         | ۵–۰   | آزادی، تهران | جام اکو ۱۹۹۳           | علی پروین | جواد زرینچه، مجید نامجو مطلق، حمید درخشان صمد مرفاوی، کریم باقری    |               |
| ۲۱۵ | ۱۸ خرداد ۱۳۷۲  | ترکمنستان       | ۲–۱   | آزادی، تهران | جام اکو ۱۹۹۳           | علی پروین | صمد مرفاوی محسن گروسی                                               | [ ۶۳ ]        |
| ۲۱۶ | ۲۳ خرداد ۱۳۷۲  | تاجیکستان       | ۱–۰   | آزادی، تهران | جام اکو ۱۹۹۳           | علی پروین | علی‌اصغر مدیرروستا                                                   |               |
| ۲۱۷ | ۲۴ خرداد ۱۳۷۲  | ترکمنستان       | ۲–۱   | آزادی، تهران | جام اکو ۱۹۹۳           | علی پروین | علی‌اصغر مدیرروستا، عبدالصمد مرفاوی                                  |               |
| ۲۱۸ | ۲ تیر ۱۳۷۲     | عمان            | ۰–۰   | آزادی، تهران | مقدماتی جام جهانی ۱۹۹۴ | علی پروین | -                                                                   | [ ۶۴ ]        |
| ۲۱۹ | ۴ تیر ۱۳۷۲     | تایوان          | ۶–۰   | آزادی، تهران | مقدماتی جام جهانی ۱۹۹۴ | علی پروین | حمید استیلی، علی‌اصغر مدیرروستا(۴ گل)، علی دایی                      | [ ۶۵ ]        |
| ۲۲۰ | ۶ تیر ۱۳۷۲     | سوریه           | ۱–۱   | آزادی، تهران | مقدماتی جام جهانی ۱۹۹۴ | علی پروین | علی‌اصغر مدیرروستا                                                   | [ ۶۶ ]        |
| ۲۲۱ | ۱۱ تیر ۱۳۷۲    | عمان            | ۱–۰   | دمشق، سوریه  | مقدماتی جام جهانی ۱۹۹۴ | علی پروین | حمید درخشان                                                         | [ ۶۷ ]        |
| ۲۲۲ | ۱۳ تیر ۱۳۷۲    | تایوان          | ۶–۰   | دمشق، سوریه  | مقدماتی جام جهانی ۱۹۹۴ | علی پروین | علی دایی (۲گل) حمید درخشان، مجید نامجو مطلق حمید استیلی، مهدی ابطحی |               |
| ۲۲۳ | ۱۵ تیر ۱۳۷۲    | سوریه           | ۱–۱   | دمشق، سوریه  | مقدماتی جام جهانی ۱۹۹۴ | علی پروین | حمید درخشان                                                         | [ ۶۸ ]        |
| ۲۲۴ | ۲۱ شهریور ۱۳۷۲ | بوسنی و هرزگوین | ۱–۳   | آزادی تهران  | دوستانه                | علی پروین | حسن شیرمحمدی                                                        |               |
| ۲۲۵ | ۲۴ مهر ۱۳۷۲    | کرهٔ جنوبی       | ۰–۳   | دوحه، قطر    | مقدماتی جام جهانی ۱۹۹۴ | علی پروین | -                                                                   | [ ۶۹ ]        |
| ۲۲۶ | ۲۶ مهر ۱۳۷۲    | ژاپن            | ۲–۱   | دوحه، قطر    | مقدماتی جام جهانی ۱۹۹۴ | علی پروین | رضا حسن‌زاده، علی دایی                                               | [ ۳۴ ] [ ۷۰ ] |
| ۲۲۷ | ۳۰ مهر ۱۳۷۲    | عراق            | ۱–۲   | دوحه، قطر    | مقدماتی جام جهانی ۱۹۹۴ | علی پروین | علی دایی                                                            | [ ۷۱ ]        |
| ۲۲۸ | ۲ آبان ۱۳۷۲    | کرهٔ شمالی       | ۲–۱   | دوحه، قطر    | مقدماتی جام جهانی ۱۹۹۴ | علی پروین | علی دایی(۲ گل)                                                      | [ ۷۲ ]        |
| ۲۲۹ | ۵ آبان ۱۳۷۲    | عربستان سعودی   | ۳–۴   | دوحه، قطر    | مقدماتی جام جهانی ۱۹۹۴ | علی پروین | مهدی فنونی‌زاده(۲ گل)، جواد منافی                                    | [ ۷۳ ]        |

## ۱۳۷۳
| #   | تاریخ       | حریف      | نتیجه | ورزشگاه        | عنوان مسابقه        | سرمربی             | گلزنان ایران                             | پانویس |
| --- | ----------- | --------- | ----- | -------------- | ------------------- | ------------------ | ---------------------------------------- | ------ |
| ۲۳۰ | ۱۱ مهر ۱۳۷۳ | بحرین     | ۰–۰   | هیروشیما، ژاپن | بازی‌های آسیایی ۱۹۹۴ | استانکو پوکله‌پوویچ | -                                        | [ ۷۴ ] |
| ۲۳۱ | ۱۳ مهر ۱۳۷۳ | ترکمنستان | ۱–۱   | اونومیچی، ژاپن | بازی‌های آسیایی ۱۹۹۴ | استانکو پوکله‌پوویچ | گل به خودی (با دخالت کریم باقری)         | [ ۷۵ ] |
| ۲۳۲ | ۱۵ مهر ۱۳۷۳ | چین       | ۰–۱   | هیروشیما، ژاپن | بازی‌های آسیایی ۱۹۹۴ | استانکو پوکله‌پوویچ | -                                        |        |
| ۲۳۳ | ۱۷ مهر ۱۳۷۳ | یمن       | ۴–۰   | اونومیچی، ژاپن | بازی‌های آسیایی ۱۹۹۴ | استانکو پوکله‌پوویچ | فرشاد پیوس، جمشید شاه‌محمدی ، مجتبی محرمی |        |

## ۱۳۷۵
| #   | تاریخ            | حریف          | نتیجه     | ورزشگاه             | عنوان مسابقه                 | سرمربی        | گلزنان ایران                                               | پانویس |
| --- | ---------------- | ------------- | --------- | ------------------- | ---------------------------- | ------------- | ---------------------------------------------------------- | ------ |
| ۲۳۴ | ۷ اردیبهشت ۱۳۷۵  | ترکمنستان     | ۱–۱       | و. عشق‌آباد، عشق‌آباد | دوستانه                      | محمد مایلی‌کهن | کریم باقری                                                 | [ ۶۳ ] |
| ۲۳۵ | ۹ اردیبهشت ۱۳۷۵  | ترکمنستان     | ۰–۱       | و. عشق‌آباد، عشق‌آباد | دوستانه                      | محمد مایلی‌کهن | -                                                          | [ ۶۳ ] |
| ۲۳۶ | ۲۸ اردیبهشت ۱۳۷۵ | قطر           | ۲–۰       | تبریز               | دوستانه                      | محمد مایلی‌کهن | علیرضا حکیم‌زاده، ادموند اختر                               |        |
| ۲۳۷ | ۶ خرداد ۱۳۷۵     | کویت          | ۲–۲       | کویت، کویت          | دوستانه                      | محمد مایلی‌کهن | علیرضا حکیم‌زاده، ادموند اختر                               |        |
| ۲۳۸ | ۱۱ خرداد ۱۳۷۵    | قطر           | ۰–۱       | دوحه، قطر           | دوستانه                      | محمد مایلی‌کهن | ابراهیم تهامی                                              |        |
| ۲۳۹ | ۲۱ خرداد ۱۳۷۵    | نپال          | ۸–۰       | آزادی تهران         | مقدماتی جام ملت‌های آسیا ۱۹۹۶ | محمد مایلی‌کهن | علی دایی(۴گل)، کریم باقری(۲گل)، محسن گروسی علیرضا حکیم‌زاده |        |
| ۲۴۰ | ۲۳ خرداد ۱۳۷۵    | سری‌لانکا      | ۷–۰       | آزادی تهران         | مقدماتی جام ملت‌های آسیا ۱۹۹۶ | محمد مایلی‌کهن | علی دایی(۵گل)، کریم باقری، محسن گروسی                      |        |
| ۲۴۱ | ۲۵ خرداد ۱۳۷۵    | عمان          | ۲–۰       | آزادی تهران         | مقدماتی جام ملت‌های آسیا ۱۹۹۶ | محمد مایلی‌کهن | علی دایی، حمید استیلی                                      | [ ۷۶ ] |
| ۲۴۲ | ۲۸ خرداد ۱۳۷۵    | سری‌لانکا      | ۴–۰       | مسقط، عمان          | مقدماتی جام ملت‌های آسیا ۱۹۹۶ | محمد مایلی‌کهن | کریم باقری(۳گل)، علیرضا منصوریان                           |        |
| ۲۴۳ | ۳۰ خرداد ۱۳۷۵    | نپال          | ۴–۰       | مسقط، عمان          | مقدماتی جام ملت‌های آسیا ۱۹۹۶ | محمد مایلی‌کهن | علی دایی، کریم باقری(۲گل)، رضا شاهرودی                     |        |
| ۲۴۴ | ۱ تیر ۱۳۷۵       | عمان          | ۲–۱       | مسقط، عمان          | مقدماتی جام ملت‌های آسیا ۱۹۹۶ | محمد مایلی‌کهن | علی دایی، کریم باقری                                       | [ ۷۷ ] |
| ۲۴۵ | ۱۳ مهر ۱۳۷۵      | کویت          | ۱–۰       | کویت، کویت          | دوستانه                      | محمد مایلی‌کهن | علی‌اکبر یوسفی                                              |        |
| ۲۴۶ | ۲۳ آبان ۱۳۷۵     | لبنان         | ۰–۰       | بیروت، لبنان        | دوستانه                      | محمد مایلی‌کهن |                                                            |        |
| ۲۴۷ | ۵ آذر ۱۳۷۵       | ترکمنستان     | ۰–۱       | آزادی تهران         | دوستانه                      | محمد مایلی‌کهن |                                                            | [ ۶۳ ] |
| ۲۴۸ | ۱۷ آذر ۱۳۷۵      | عراق          | ۱–۲       | دبی، امارات         | جام ملت‌های آسیا ۱۹۹۶         | محمد مایلی‌کهن | علی دایی                                                   | [ ۷۸ ] |
| ۲۴۹ | ۱۹ آذر ۱۳۷۵      | تایلند        | ۳–۱       | دبی، امارات         | جام ملت‌های آسیا ۱۹۹۶         | محمد مایلی‌کهن | نعیم سعداوی، مهرداد میناوند، علی دایی                      | [ ۷۹ ] |
| ۲۵۰ | ۲۱ آذر ۱۳۷۵      | عربستان سعودی | ۳–۰       | دبی، امارات         | جام ملت‌های آسیا ۱۹۹۶         | محمد مایلی‌کهن | کریم باقری، علی دایی، خداداد عزیزی                         | [ ۸۰ ] |
| ۲۵۱ | ۲۶ آذر ۱۳۷۵      | کرهٔ جنوبی     | ۶–۲       | دبی، امارات         | جام ملت‌های آسیا ۱۹۹۶         | محمد مایلی‌کهن | کریم باقری، خداداد عزیزی، علی دایی(۴ گل)                   | [ ۸۱ ] |
| ۲۵۲ | ۲۹ آذر ۱۳۷۵      | عربستان سعودی | ۰–۰ (۴–۳) | ابوظبی، امارات      | جام ملت‌های آسیا ۱۹۹۶         | محمد مایلی‌کهن |                                                            | [ ۸۲ ] |
| ۲۵۳ | ۱ دی ۱۳۷۵        | کویت          | ۱–۱ (۳–۴) | ابوظبی، امارات      | جام ملت‌های آسیا ۱۹۹۶         | محمد مایلی‌کهن | علی دایی                                                   | [ ۸۳ ] |

## ۱۳۷۶
| #   | تاریخ           | حریف              | نتیجه     | ورزشگاه           | عنوان مسابقه           | سرمربی         | گلزنان ایران                                                                                                   | پانویس        |
| --- | --------------- | ----------------- | --------- | ----------------- | ---------------------- | -------------- | --- | ------------- |
| ۲۵۴ | ۲۲ فروردین ۱۳۷۶ | کویت              | ۲–۰       | کویت، کویت        | دوستانه                | محمد مایلی‌کهن  | رضا شاهرودی، علی میرزا استواری                                                                                 | -             |
| ۲۵۵ | ۱ اردیبهشت ۱۳۷۶ | کنیا              | ۳–۰       | تبریز             | دوستانه                | محمد مایلی‌کهن  | مهدی مهدوی‌کیا، محسن گروسی، خداداد عزیزی                                                                        |               |
| ۲۵۶ | ۷ اردیبهشت ۱۳۷۶ | چین               | ۰–۰       | پکن، چین          | دوستانه                | محمد مایلی‌کهن  | - | -             |
| ۲۵۷ | ۱۲ خرداد ۱۳۷۶   | مالدیو            | ۱۷–۰      | دمشق، سوریه       | مقدماتی جام جهانی ۱۹۹۸ | محمد مایلی‌کهن  | کریم باقری(۷گل)، حمید استیلی(۳گل)، خداداد عزیزی(۲گل) رضا شاهرودی، مهدی مهدوی‌کیا، علی دایی(۲گل)، مهرداد میناوند | [ ۸۴ ]        |
| ۲۵۸ | ۱۴ خرداد ۱۳۷۶   | قرقیزستان         | ۷–۰       | دمشق، سوریه       | مقدماتی جام جهانی ۱۹۹۸ | محمد مایلی‌کهن  | کریم باقری(۲گل)، علی دایی، فرهاد مجیدی(۲گل) مهرداد میناوند، علی موسوی                                          | [ ۸۵ ]        |
| ۲۵۹ | ۱۶ خرداد ۱۳۷۶   | سوریه             | ۱–۰       | دمشق، سوریه       | مقدماتی جام جهانی ۱۹۹۸ | محمد مایلی‌کهن  | علی دایی | [ ۸۶ ]        |
| ۲۶۰ | ۱۹ خرداد ۱۳۷۶   | قرقیزستان         | ۳–۱       | آزادی تهران       | مقدماتی جام جهانی ۱۹۹۸ | محمد مایلی‌کهن  | خداداد عزیزی(۲گل)، کریم باقری                                                                                  | [ ۸۷ ]        |
| ۲۶۱ | ۲۱ خرداد ۱۳۷۶   | مالدیو            | ۹–۰       | آزادی، تهران      | مقدماتی جام جهانی ۱۹۹۸ | محمد مایلی‌کهن  | علی دایی(۲گل)، علی‌رضا منصوریان(۲گل)، کریم باقری(۲گل) رضا شاهرودی، مهدی مهدوی‌کیا، خداداد عزیزی                  | -             |
| ۲۶۲ | ۲۳ خرداد ۱۳۷۶   | سوریه             | ۲–۲       | آزادی، تهران      | مقدماتی جام جهانی ۱۹۹۸ | محمد مایلی‌کهن  | رضا شاهرودی، علی‌رضا منصوریان                                                                                   | [ ۸۸ ]        |
| ۲۶۳ | ۲۶ مرداد ۱۳۷۶   | کانادا            | ۱–۰       | تورنتو، کانادا    | دوستانه                | محمد مایلی‌کهن  | کریم باقری | [ ۸۹ ]        |
| ۲۶۴ | ۱۱ شهریور ۱۳۷۶  | امارات متحدهٔ عربی | ۱–۳       | امارت ابوظبی      | دوستانه                | محمد مایلی‌کهن  | حمید استیلی | -             |
| ۲۶۵ | ۲۲ شهریور ۱۳۷۶  | چین               | ۴–۲       | دالیان، چین       | مقدماتی جام جهانی ۱۹۹۸ | محمد مایلی‌کهن  | کریم باقری، مهدی مهدوی‌کیا(۲ گل)، علی‌اصغر مدیرروستا                                                             | [ ۹۰ ]        |
| ۲۶۶ | ۲۸ شهریور ۱۳۷۶  | عربستان سعودی     | ۱–۱       | آزادی تهران       | مقدماتی جام جهانی ۱۹۹۸ | محمد مایلی‌کهن  | کریم باقری | [ ۹۱ ]        |
| ۲۶۷ | ۴ مهر ۱۳۷۶      | کویت              | ۱–۱       | کویت، کویت        | مقدماتی جام جهانی ۱۹۹۸ | محمد مایلی‌کهن  | کریم باقری | [ ۹۲ ]        |
| ۲۶۸ | ۱۱ مهر ۱۳۷۶     | قطر               | ۳–۰       | آزادی تهران       | مقدماتی جام جهانی ۱۹۹۸ | محمد مایلی‌کهن  | علی دایی، کریم باقری(۲ گل)                                                                                     | [ ۹۳ ]        |
| ۲۶۹ | ۲۵ مهر ۱۳۷۶     | چین               | ۴–۱       | آزادی تهران       | مقدماتی جام جهانی ۱۹۹۸ | محمد مایلی‌کهن  | علی‌رضا منصوریان، علی‌اصغر مدیرروستا، کریم باقری علی دایی                                                        | [ ۹۴ ]        |
| ۲۷۰ | ۲ آبان ۱۳۷۶     | عربستان سعودی     | ۰–۱       | ملک فهد، ریاض     | مقدماتی جام جهانی ۱۹۹۸ | محمد مایلی‌کهن  | - | [ ۹۵ ]        |
| ۲۷۱ | ۹ آبان ۱۳۷۶     | کویت              | ۰–۰       | آزادی تهران       | مقدماتی جام جهانی ۱۹۹۸ | محمد مایلی‌کهن  | - | [ ۹۶ ]        |
| ۲۷۲ | ۱۶ آبان ۱۳۷۶    | قطر               | ۰–۲       | دوحه، قطر         | مقدماتی جام جهانی ۱۹۹۸ | محمد مایلی‌کهن  | - | [ ۹۷ ]        |
| ۲۷۳ | ۲۵ آبان ۱۳۷۶    | ژاپن              | ۲–۳       | جوهور بهرو، مالزی | مقدماتی جام جهانی ۱۹۹۸ | والدیر ویرا    | خداداد عزیزی، علی دایی                                                                                         | [ ۳۴ ] [ ۹۸ ] |
| ۲۷۴ | ۱ آذر ۱۳۷۶      | استرالیا          | ۱–۱       | آزادی، تهران      | مقدماتی جام جهانی ۱۹۹۸ | والدیر ویرا    | خداداد عزیزی (۳۹)                                                                                              | [ ۹۹ ]        |
| ۲۷۵ | ۸ آذر ۱۳۷۶      | استرالیا          | ۲–۲       | ملبورن، استرالیا  | مقدماتی جام جهانی ۱۹۹۸ | والدیر ویرا    | کریم باقری (۷۱)، خداداد عزیزی (۷۵)                                                                             | [ ۱۰۰ ]       |
| ۲۷۶ | ۸ بهمن ۱۳۷۶     | نیجریه            | ۰–۱       | هنگ کنگ           | جام ۴ جانبه هنگ کنگ    | تومیسلاو ایویچ | - |               |
| ۲۷۷ | ۱۱ بهمن ۱۳۷۶    | شیلی              | ۱–۱ (۲–۴) | هنگ کنگ           | جام ۴ جانبه هنگ کنگ    | تومیسلاو ایویچ | مهدی مهدوی‌کیا                                                                                                  |               |

## ۱۳۷۷
| #   | تاریخ           | حریف      | نتیجه | ورزشگاه          | عنوان مسابقه          | سرمربی         | گلزنان ایران                                                 | پانویس  |
| --- | --------------- | --------- | ----- | ---------------- | --------------------- | -------------- | ------------------------------------------------------------ | ------- |
| ۲۷۸ | ۲۵ فروردین ۱۳۷۷ | کویت      | ۱–۱   | تختی، تبریز      | دوستانه               | تومیسلاو ایویچ | علیرضا منصوریان                                              |         |
| ۲۷۹ | ۳۱ فروردین ۱۳۷۷ | مجارستان  | ۰–۲   | آزادی تهران      | جام ۴ جانبه ال‌جی      | تومیسلاو ایویچ | -                                                            |         |
| ۲۸۰ | ۲ اردیبهشت ۱۳۷۷ | جامائیکا  | ۱–۰   | آزادی تهران      | جام ۴ جانبه ال‌جی      | تومیسلاو ایویچ | محمد خاکپور                                                  |         |
| ۲۸۱ | ۱۳ خرداد ۱۳۷۷   | کرواسی    | ۰–۲   | رییکا، کرواسی    | دوستانه               | جلال طالبی     | -                                                            | [ ۱۰۱ ] |
| ۲۸۲ | ۲۴ خرداد ۱۳۷۷   | یوگسلاوی  | ۰–۱   | سن-اتین، فرانسه  | جام جهانی ۱۹۹۸ فرانسه | جلال طالبی     | -                                                            | [ ۱۰۲ ] |
| ۲۸۴ | ۴ تیر ۱۳۷۷      | آلمان     | ۰–۲   | مون‌پلیه، فرانسه  | جام جهانی ۱۹۹۸ فرانسه | جلال طالبی     | -                                                            | [ ۱۰۳ ] |
| ۲۸۵ | ۲۱ مهر ۱۳۷۷     | کویت      | ۰–۳   | شهر کویت، کویت   | دوستانه               | منصور پورحیدری | -                                                            |         |
| ۲۸۶ | ۱۰ آذر ۱۳۷۷     | قزاقستان  | ۲–۰   | سی سا کت، تایلند | بازی‌های آسیایی بانکوک | منصور پورحیدری | وحید هاشمیان(۲گل)                                            | [ ۱۰۴ ] |
| ۲۸۷ | ۱۴ آذر ۱۳۷۷     | لائوس     | ۶–۱   | سی سا کت، تایلند | بازی‌های آسیایی بانکوک | منصور پورحیدری | علی دایی(۲گل)، علی موسوی(۲گل)، علیرضا منصوریان داریوش یزدانی |         |
| ۲۸۸ | ۱۷ آذر ۱۳۷۷     | عمان      | ۲–۴   | بانکوک، تایلند   | بازی‌های آسیایی بانکوک | منصور پورحیدری | علی دایی، وحید هاشمیان                                       | [ ۱۰۵ ] |
| ۲۸۹ | ۱۹ آذر ۱۳۷۷     | تاجیکستان | ۵–۰   | بانکوک، تایلند   | بازی‌های آسیایی بانکوک | منصور پورحیدری | علی دایی(۲گل) محمد خاکپور، کریم باقری، علی موسوی             |         |
| ۲۹۰ | ۲۱ آذر ۱۳۷۷     | چین       | ۲–۱   | بانکوک، تایلند   | بازی‌های آسیایی بانکوک | منصور پورحیدری | علی دایی، کریم باقری                                         | [ ۱۰۶ ] |
| ۲۹۱ | ۲۳ آذر ۱۳۷۷     | ازبکستان  | ۴–۰   | بانکوک، تایلند   | بازی‌های آسیایی بانکوک | منصور پورحیدری | علی موسوی، علی دایی(۳ گل)                                    | [ ۱۰۷ ] |
| ۲۹۲ | ۲۵ آذر ۱۳۷۷     | چین       | ۱–۰   | بانکوک، تایلند   | بازی‌های آسیایی بانکوک | منصور پورحیدری | علی موسوی                                                    | [ ۱۰۸ ] |
| ۲۹۳ | ۲۸ آذر ۱۳۷۷     | کویت      | ۲–۰   | بانکوک، تایلند   | بازی‌های آسیایی بانکوک | منصور پورحیدری | علی کریمی، کریم باقری                                        | [ ۱۰۹ ] |
| ۲۹۴ | ۲۶ بهمن ۱۳۷۷    | کویت      | ۲–۱   | کویت، کویت       | دوستانه               | منصور پورحیدری | نادر محمدخانی، حسین خطیبی                                    |         |

## ۱۳۷۸
| #   | تاریخ          | حریف     | نتیجه | ورزشگاه          | عنوان مسابقه          | سرمربی         | گلزنان ایران              | پانویس  |
| --- | -------------- | -------- | ----- | ---------------- | --------------------- | -------------- | ------------------------- | ------- |
| ۲۹۵ | ۱۳ خرداد ۱۳۷۸  | اکوادور  | ۱–۱   | ادمونتون، کانادا | تورنمنت فوتبال کانادا | منصور پورحیدری | علی موسوی                 |         |
| ۲۹۶ | ۱۶ خرداد ۱۳۷۸  | کانادا   | ۱–۰   | ادمونتون، کانادا | تورنمنت فوتبال کانادا | منصور پورحیدری | علی دایی                  |         |
| ۲۹۷ | ۱۸ خرداد ۱۳۷۸  | گواتمالا | ۲–۲   | ادمونتون، کانادا | تورنمنت فوتبال کانادا | منصور پورحیدری | ستار همدانی، وحید هاشمیان |         |
| ۲۹۸ | ۱۷ شهریور ۱۳۷۸ | ژاپن     | ۱–۱   | یوکوهاما، ژاپن   | دوستانه               | منصور پورحیدری | علی دایی                  | [ ۳۴ ]  |
| ۲۹۹ | ۱۸ مهر ۱۳۷۸    | دانمارک  | ۰–۰   | کپنهاگ، دانمارک  | دوستانه               | منصور پورحیدری | -                         |         |
| ۳۰۰ | ۱۹ دی ۱۳۷۸     | مکزیک    | ۱–۲   | اوکلند، آمریکا   | دوستانه               | منصور پورحیدری | علی دایی                  | [ ۱۱۰ ] |
| ۳۰۱ | ۲۲ دی ۱۳۷۸     | اکوادور  | ۲–۱   | لس آنجلس، آمریکا | دوستانه               | منصور پورحیدری | علی دایی، علی موسوی       |         |
| ۳۰۳ | ۱۵ بهمن ۱۳۷۸   | کویت     | ۱–۱   | شهر کویت، کویت   | دوستانه               | منصور پورحیدری | بهنام ابوالقاسم‌پور        |         |

## ۱۳۷۹
| #   | تاریخ           | حریف          | نتیجه     | ورزشگاه              | عنوان مسابقه                 | سرمربی      | گلزنان ایران                                                                                                | پانویس          |
| --- | --------------- | ------------- | --------- | -------------------- | ---------------------------- | ----------- | --- | --------------- |
| ۳۰۴ | ۲ فروردین ۱۳۷۹  | قبرس          | ۰–۰       | نیکوزیا، قبرس        | دوستانه                      | جلال طالبی  | - |                 |
| ۳۰۵ | ۱۲ فروردین ۱۳۷۹ | مالدیو        | ۸–۰       | ورزشگاه حمدانیه، حلب | مقدماتی جام ملت‌های آسیا ۲۰۰۰ | جلال طالبی  | علی دایی (۳گل) مهدی هاشمی‌نسب، سیروس دین‌محمدی مهدی مهدوی‌کیا، حمید استیلی، علی موسوی                          |                 |
| ۳۰۶ | ۱۴ فروردین ۱۳۷۹ | سوریه         | ۱–۰       | حلب، سوریه           | مقدماتی جام ملت‌های آسیا ۲۰۰۰ | جلال طالبی  | علی دایی | [ ۱۱۰ ] [ ۱۱۱ ] |
| ۳۰۷ | ۱۶ فروردین ۱۳۷۹ | بحرین         | ۰–۱       | حلب، سوریه           | مقدماتی جام ملت‌های آسیا ۲۰۰۰ | جلال طالبی  | - |                 |
| ۳۰۸ | ۲۱ فروردین ۱۳۷۹ | بحرین         | ۳–۰       | آزادی، تهران         | مقدماتی جام ملت‌های آسیا ۲۰۰۰ | جلال طالبی  | محمود فکری، علی کریمی ، علی دایی                                                                            |                 |
| ۳۰۹ | ۲۳ فروردین ۱۳۷۹ | سوریه         | ۱–۱       | آزادی، تهران         | مقدماتی جام ملت‌های آسیا ۲۰۰۰ | جلال طالبی  | مهدی هاشمی‌نسب                                                                                               | [ ۱۱۲ ]         |
| ۳۱۰ | ۲۵ فروردین ۱۳۷۹ | مالدیو        | ۳–۰       | آزادی، تهران         | مقدماتی جام ملت‌های آسیا ۲۰۰۰ | جلال طالبی  | بهنام ابوالقاسم‌پور، حمید استیلی، علی دایی                                                                   |                 |
| ۳۱۱ | ۴ خرداد ۱۳۷۹    | قزاقستان      | ۳–۰       | امان، اردن           | فوتبال غرب آسیا ۲۰۰۰         | جلال طالبی  | علی کریمی (۲گل) وحید هاشمیان                                                                                |                 |
| ۳۱۲ | ۶ خرداد ۱۳۷۹    | فلسطین        | ۱–۱       | امان، اردن           | فوتبال غرب آسیا ۲۰۰۰         | جلال طالبی  | علی سامره                                                                                                   |                 |
| ۳۱۳ | ۸ خرداد ۱۳۷۹    | سوریه         | ۱–۰       | امان، اردن           | فوتبال غرب آسیا ۲۰۰۰         | جلال طالبی  | علی کریمی                                                                                                   | [ ۱۱۳ ] [ ۱۱۴ ] |
| ۳۱۴ | ۱۰ خرداد ۱۳۷۹   | اردن          | ۱–۰       | امان، اردن           | فوتبال غرب آسیا ۲۰۰۰         | جلال طالبی  | علی کریمی                                                                                                   | [ ۱۱۳ ]         |
| ۳۱۵ | ۱۳ خرداد ۱۳۷۹   | سوریه         | ۱–۰       | امان، اردن           | فوتبال غرب آسیا ۲۰۰۰         | جلال طالبی  | سهراب بختیاری‌زاده                                                                                           | [ ۱۱۵ ]         |
| ۳۱۶ | ۱۸ خرداد ۱۳۷۹   | مصر           | ۱–۱ (۹–۸) | آزادی تهران          | جام ۴ جانبه ال‌جی             | جلال طالبی  | علی دایی | [ ۱۱۰ ]         |
| ۳۱۷ | ۲۰ خرداد ۱۳۷۹   | مقدونیه شمالی | ۳–۱       | آزادی تهران          | جام ۴ جانبه ال‌جی             | جلال طالبی  | کریم باقری، علی دایی، حامد کاویانپور                                                                        | [ ۱۱۶ ]         |
| ۳۱۸ | ۲۶ مرداد ۱۳۷۹   | گرجستان       | ۲–۱       | آزادی تهران          | دوستانه                      | جلال طالبی  | پژمان جمشیدی، فرهاد مجیدی                                                                                   |                 |
| ۳۱۹ | ۱۱ شهریور ۱۳۷۹  | اتریش         | ۱–۵       | وین، اتریش           | دوستانه                      | جلال طالبی  | فرهاد مجیدی                                                                                                 |                 |
| ۳۲۰ | ۶ مهر ۱۳۷۹      | قطر           | ۲–۱       | دوحه، قطر            | دوستانه                      | جلال طالبی  | علی دایی (۲ گل)                                                                                             | [ ۱۱۰ ]         |
| ۳۲۱ | ۲۱ مهر ۱۳۷۹     | لبنان         | ۴–۰       | بیروت، لبنان         | جام ملت‌های آسیا ۲۰۰۰         | جلال طالبی  | کریم باقری، حمید استیلی(۲ گل)، علی دایی                                                                     | [ ۱۱۷ ]         |
| ۳۲۲ | ۲۴ مهر ۱۳۷۹     | تایلند        | ۱–۱       | بیروت، لبنان         | جام ملت‌های آسیا ۲۰۰۰         | جلال طالبی  | علی دایی | [ ۱۱۰ ] [ ۱۱۸ ] |
| ۳۲۳ | ۲۷ مهر ۱۳۷۹     | عراق          | ۱–۰       | صیدا، لبنان          | جام ملت‌های آسیا ۲۰۰۰         | جلال طالبی  | علی دایی | [ ۱۱۰ ] [ ۱۱۹ ] |
| ۳۲۴ | ۲ آبان ۱۳۷۹     | کرهٔ جنوبی     | ۱–۲       | طرابلس، لبنان        | جام ملت‌های آسیا ۲۰۰۰         | جلال طالبی  | کریم باقری                                                                                                  | [ ۱۲۰ ]         |
| ۳۲۵ | ۴ آذر ۱۳۷۹      | گوآم          | ۱۹–۰      | تختی، تبریز          | مقدماتی جام جهانی ۲۰۰۲       | آدمار براگا | فرهاد مجیدی(۳ گل)، کریم باقری(۶ گل)، علی کریمی(۴ گل) علی‌رضا واحدی نیکبخت، علی دایی(۴ گل)، سهراب بختیاری‌زاده | [ ۱۲۱ ]         |
| ۳۲۶ | ۸ آذر ۱۳۷۹      | تاجیکستان     | ۲–۰       | تختی، تبریز          | مقدماتی جام جهانی ۲۰۰۲       | آدمار براگا | علی دایی، مهدی هاشمی‌نسب                                                                                     |                 |
| ۳۲۷ | ۳۰ دی ۱۳۷۹      | چین           | ۴–۰       | آزادی تهران          | جام تمدن‌ها                   | آدمار براگا | علی دایی، یدالله اکبری، محمدرضا مهدوی علیرضا واحدی نیکبخت                                                   |                 |